# Coryphodema seineri
Coryphodema seineri is een vlinder uit de familie van de Houtboorder (Cossidae). De wetenschappelijke naam van de soort is voor het eerst in 1910 gepubliceerd door Karl Grünberg.
De soort komt voor in Namibië, Botswana en Zuid-Afrika.